# Harold S. Bucquet
Harold Spencer Bucquet (Londra, 10 aprile 1891 – Los Angeles, 13 febbraio 1946) è stato un regista britannico, sempre accreditato e menzionato con il secondo nome puntato.

## Biografia
Ha diretto diversi film aventi come protagonista il dottor Kildare.

## Filmografia parziale

### Regista
- I gioielli rubati (The Stolen Jools) (1931)
- Il giovane Dr. Kildare (Young Dr. Kildare) (1938)
- La difficile prova del Dr. Kildare (Calling Dr. Kildare) (1939)
- Il segreto del dr. Kildare (The Secret of Dr. Kildare) (1939)
- Lo strano caso del dr. Kildare (Dr. Kildare's Strange Case) (1940)
- Il Dr. Kildare torna a casa (Dr. Kildare Goes Home) (1940)
- Dr. Kildare's Crisis (1940)
- Calling Dr. Gillespie (1942)
- The War Against Mrs. Hadley (1942)
- Le avventure di Tartù (The Adventures of Tartù) (1943)
- La stirpe del drago (Dragon Seed) (1944)
- Senza amore (Without Love) (1945)

### Aiuto regista
- The Enemy, regia di Fred Niblo (1927)
- Vendetta gialla (The Son-Daughter), regia di Clarence Brown e, non accreditato, Robert Z. Leonard (1932)